# Ochyrocera
Ochyrocera és un gènere d'aranyes araneomorfes de la família dels oquiroceràtids (Ochyroceratidae). Fou descrit per primera vegada l'any 1892 per Eugène Simon.
Té una distribució majoritàriament en el zona neotropical, en les Amèriques, de Mèxic a Brasil.

## Taxonomia
Segons el World Spider Catalog amb data del 2018, Ochyrocera te reconegudes les següents 47 espècies:
- Ochyrocera aragogue Brescovit ,Cizauskas & Mota, 2018[5]
- Ochyrocera arietina Simon, 1892 (espècie tipus)
- Ochyrocera atlachnacha Brescovit ,Cizauskas & Mota, 2018[5]
- Ochyrocera bicolor González-Sponga, 2001
- Ochyrocera brumadinho  Brescovit & Cizauskas, 2018
- Ochyrocera cachote Hormiga, Álvarez-Padilla & Benjamin, 2007
- Ochyrocera caeruleoamethystina Lopez & Lopez, 1997
- Ochyrocera callaina Dupérré, 2015
- Ochyrocera cashcatotoras Dupérré, 2015
- Ochyrocera charlotte Brescovit ,Cizauskas & Mota, 2018[5]
- Ochyrocera chiapas Valdez-Mondragón, 2009
- Ochyrocera coerulea (Keyserling, 1891)
- Ochyrocera coffeeicola González-Sponga, 2001
- Ochyrocera cornuta Mello-Leitão, 1944
- Ochyrocera corozalensis González-Sponga, 2001
- Ochyrocera diablo Pérez-González, Rubio & Ramírez, 2016
- Ochyrocera fagei Brignoli, 1974
- Ochyrocera formosa Gertsch, 1973
- Ochyrocera hamadryas Brignoli, 1978
- Ochyrocera ibitipoca Baptista, González & Tourinho, 2008
- Ochyrocera italoi Dupérré, 2015
- Ochyrocera janthinipes Simon, 1893
- Ochyrocera jaroca Valdez-Mondragón, 2017[4]
- Ochyrocera juquila Valdez-Mondragón, 2009
- Ochyrocera laracna Brescovit ,Cizauskas & Mota, 2018[5]
- Ochyrocera losrios Dupérré, 2015
- Ochyrocera machadoi (Gertsch, 1977)
- Ochyrocera minima González-Sponga, 2001
- Ochyrocera minotaure Dupérré, 2015
- Ochyrocera misspider Brescovit ,Cizauskas & Mota, 2018[5]
- Ochyrocera oblita Fage, 1912
- Ochyrocera otonga Dupérré, 2015
- Ochyrocera peruana Ribera, 1978
- Ochyrocera pojoj Valdez-Mondragón, 2017[4]
- Ochyrocera quinquevittata Simon, 1892
- Ochyrocera ransfordi (Marples, 1955)
- Ochyrocera rinocerotos Dupérré, 2015
- Ochyrocera sandovalae Baert, 2014
- Ochyrocera simoni O. Pickard-Cambridge, 1894
- Ochyrocera subparamera González-Sponga, 2001
- Ochyrocera thibaudi Emerit & Lopez, 1985
- Ochyrocera ungoliant Brescovit ,Cizauskas & Mota, 2018[5]
- Ochyrocera varys Brescovit ,Cizauskas & Mota, 2018[5]
- Ochyrocera vesiculifera Simon, 1893
- Ochyrocera viridissima Brignoli, 1974
- Ochyrocera zabaleta Dupérré, 2015
- Ochyrocera zamora Baert, 2014